# PlayStation 2
PlayStation 2 (яп. プレイステーション2 Пурэйсутэ:сён Цу:,  официальное сокр. PS2) — вторая игровая приставка, выпущенная компанией Sony, наследница PlayStation и предшественница PlayStation 3. О начале разработки было объявлено в марте 1999 г., продажа консоли в Японии началась 4 марта 2000 г., в Северной Америке — 26 октября 2000 г., в Европе — 24 ноября 2000 года, в России — 7 ноября 2002 года.
Игровая приставка стала наиболее быстро продаваемой и самой популярной игровой консолью в истории. На третий квартал 2011 года в мире продано почти 155 миллионов экземпляров PS2.
28 декабря 2012 года было прекращено производство в Японии, а 4 января 2013 года Sony подтвердила, что производство PS2 прекращено по всему миру.
Тем самым, PS2 выпускалась почти 13 лет, это один из самых длинных жизненных циклов в истории игровой индустрии.
В 2018 году японское подразделение Sony заявило, что PlayStation 2 больше не будут ремонтироваться в связи с уменьшением запаса необходимых деталей.

## История
«Отцом» PlayStation называют Кэна Кутараги, который стоял во главе группы, занятой разработкой и выпуском на рынок сначала PlayStation (в 1994 году), а затем PlayStation 2, PlayStation Portable и PlayStation 3.
Кэн Кутараги на презентации PlayStation 2 сказал, что он и его компания не могли гарантировать успешный запуск, в отличие от Nintendo. Первый год выпуска Sony столкнулась с серьёзными проблемами, связанными с невысокими объёмами производства приставки на заводах, а также с постоянной нехваткой приставок в розничной сети. К концу 2000 года приставку смогли приобрести лишь несколько миллионов человек. Популярным способом быстрого получения приставки стало приобретение её на интернет-аукционах, таких как eBay. Успешное начало продаж консоли было обеспечено силой бренда Sony, а также обратной совместимостью с предыдущей моделью, что позволило продать 900 тыс. приставок только за первую неделю продаж в Японии.
Одной из наиболее заметных особенностей рекламной кампании стал рекламный ролик «PS9», который изображал события так, что выпуск PlayStation 2 являлся очередным шагом к финальной, 9-й версии приставки. Тот же ролик использовался и в рекламной кампании PlayStation Portable.
Многие аналитики предсказывали трёхстороннее соперничество между PlayStation 2 и её конкурентами — Microsoft Xbox и Nintendo GameCube. Однако, выход нескольких игр-блокбастеров в сезон рождественских праздников 2001 года дал PlayStation 2 сильный импульс, достаточный для того, чтобы она оторвалась от конкурентов.
Хотя первые годы Sony не уделяла большого внимания онлайн-играм, ситуация изменилась после выхода Xbox, в которой эта возможность была изначально. Sony адаптировалась к этому в конце 2002 года, выпустив несколько популярных игр (таких как SOCOM: U.S. Navy SEALs) с поддержкой многопользовательского онлайн-режима. Sony активно рекламировалась, и её онлайн-модель была поддержана со стороны Electronic Arts. В Sony, как и в Nintendo, поздно задумались о поддержке онлайн-игр. Хотя обе эти фирмы пошли по пути использования для таких игр децентрализованной модели, когда ответственность за предоставление игровых серверов лежит на разработчике, тем не менее попытка Sony обеспечить эту возможность стала одним из ключевых пунктов в успехе продаж PlayStation 2.
В сентябре 2004 года, перед выпуском Grand Theft Auto: San Andreas (лучше всего продававшейся игры новогоднего сезона 2004 года), Sony представила новую, уменьшенную версию приставки. При подготовке к запуску продаж новой модели (SCPH-70000) летом 2004 года Sony остановила производство старой (SCPH-5000x), чтобы на складах каналов распространения приставки опустели текущие запасы. Позже в отдельных городах это привело к задержке с продажами новой модели. Например, так произошло в Великобритании из-за того, что российский нефтяной танкер застрял в Суэцком канале, заблокировав корабль из Китая с грузом приставок PlayStation 2, предназначенных для Великобритании; в течение одной из недель ноября, продажи приставки в этой стране составляли 6000 экземпляров, при 70 000 продаж за предыдущую неделю. Дефицит поставок ощущался также в Северной Америке в канун Рождества.

## Игры
Сила бренда Sony обеспечила хорошую поддержку системы сторонними производителями игр. Хотя в момент запуска приставки в продажу в 2000 году выбор и не был особенно впечатляющим, уже к рождественскому сезону 2001 года было выпущено несколько бестселлеров и хорошо принятых публикой игр. Именно огромное количество хитовых игр сделало эту приставку настолько популярной. Это позволило PlayStation 2 удержать лидерство на рынке игровых консолей, несмотря на повышенную конкуренцию после выпуска Microsoft Xbox и Nintendo GameCube. В нескольких случаях Sony заключила исключительные контракты с издателями для получения преимуществ перед конкурентами.
Игры, поступившие в продажу одновременно с выходом приставки:

| Запуск продаж в Японии, 4 марта 2000: - A-Train 6 - Drum Mania - Eternal Ring - Kakinoki Shogi IV - Kessen - Mahjong Taikai III - Morita Shogi - Ridge Racer V - Stepping Selection - Street Fighter EX3 | Запуск в США, 26 октября 2000: - Armored Core 2 - DOA2: Hardcore - Dynasty Warriors 2 - ESPN International Track & Field - ESPN Winter X Games Snowboarding - Eternal Ring - Evergrace - FantaVision - Gungriffon Blaze - Madden NFL 2001 - Midnight Club: Street Racing - NHL 2001 - Orphen: Scion of Sorcery - Q-Ball: Billiards Master - Ready 2 Rumble Boxing: Round 2 - Ridge Racer V - Silent Scope - Smuggler’s Run - Street Fighter EX3 - Summoner - Surfing H3O - Swing Away Golf - Tekken Tag Tournament - TimeSplitters - Unreal Tournament - Wild Wild Racing - X-Squad | Европейский запуск, 24 ноября 2000: - Aqua Aqua - Dynasty Warriors 2 - FantaVision - FIFA 2001 - Gradius III and IV - International Superstar Soccer - NHL 2001 - Orphen: Scion of Sorcery - Ready 2 Rumble Boxing Round 2 - Ridge Racer V - Silent Scope - Smuggler’s Run - SSX - Tekken Tag Tournament - TimeSplitters - Wild Wild Racing |

Двадцать самых продаваемых игр консоли:
- Grand Theft Auto: San Andreas
- Grand Theft Auto: Vice City
- Gran Turismo 3: A-Spec
- Grand Theft Auto III
- Gran Turismo 4
- Final Fantasy X
- Need for Speed: Underground
- Need for Speed: Underground 2
- Medal of Honor: Frontline
- Metal Gear Solid 2: Sons of Liberty
- Final Fantasy XII
- Kingdom Hearts
- Crash Bandicoot: The Wrath of Cortex
- Final Fantasy X-2
- Madden NFL 2004
- Dragon Quest VIII: Journey of the Cursed King
- Medal of Honor: Rising Sun
- Guitar Hero II
- Guitar Hero III: Legends of Rock
- Madden NFL 06

Для PlayStation 2 было выпущено несколько музыкальных игр, таких как Dance Dance Revolution и Guitar Hero, для специального контроллера-электрогитары.
Всего было выпущено более 3860 различных игр для PlayStation 2. Последними играми, вышедшими на приставке, стали Final Fantasy XI: Seekers of Adoulin в Азии, FIFA 13 в Северной Америке и Pro Evolution Soccer 2014 в Европе.

## Аппаратная совместимость
Аппаратная часть PlayStation 2 позволяет читать как CD, так и DVD. Сохранена обратная совместимость с играми старой PlayStation (PS1), есть возможности проигрывания видео с DVD. Возможность проигрывания DVD-фильмов была введена с тем, чтобы для потребителя покупка PlayStation 2 выглядела более оправданной — в начале продаж (октябрь 2000 года) рекомендуемая розничная цена составляла 300$.
PlayStation 2 также поддерживает карты памяти от PS1 (только для сохранения из игр для PS1), а также старые контроллеры.
Контроллер DualShock 2 для PlayStation 2 по существу является улучшенной версией контроллера DualShock от PS1, за тем исключением, что все кнопки, кроме стиков R3, L3 и кнопок START и SELECT являются чувствительными к силе нажатия. Архитектура геймпада также была изменена в лучшую сторону и стала более надёжной и долговечной по сравнению со старой версией. Дизайн, в почти неизменном виде, был перенесён и на PlayStation 3. Новая версия контроллера носит название SIXAXIS. Позже был выпущен DualShock 3. Он сохранил в себе свойства SIXAXIS и унаследовал обратную отдачу (вибрацию) от предыдущих контроллеров DualShock. В итоге получился беспроводной контроллер с гироскопами, контролирующими положение геймпада в воздухе, и вибрацией.
Совместимость с USB-устройствами зависит от того, поддерживает ли их используемое программное обеспечение. В частности, PlayStation 2 не может загружаться с ISO-образа, записанного на флеш-накопитель или печатать на USB-принтер, поскольку PlayStation 2 BIOS не предоставляет такой возможности. В то же время, в игре Gran Turismo 4 можно сохранять снимок экрана на флеш-накопитель или даже печатать их на некоторых моделях USB-принтеров.
Также у старых версий приставок имеется возможность запуска игр с жесткого диска через Network Adapter, который подключается сзади приставки, продажа их в России так и не состоялась.

## Программная совместимость
Поддержка оригинальных игр PlayStation была важным качеством для обеспечения продаж PlayStation 2, поскольку позволяла владельцам старой системы произвести обновление с сохранением накопленных игр, а также новым пользователям — использовать игры от старой модели, пока разрабатываются игры для новой системы. Бонусом стало то, что старые игры имели две опции — ускоренное чтение с диска и сглаживание текстур, что смогло прилично улучшить скорость загрузки и графику старых игр.
Небольшое количество игр для PS1 (в частности, Metal Gear Solid: Special Missions) перестали работать при переходе на PlayStation 2. Проблема была частично решена в обновлённой, тонкой версии PlayStation 2 Slim — в ней вновь стали работать многие игры от PS1, с которыми возникали проблемы.

## Многопользовательские онлайн-игры
После установки сетевой карты (в slim версиях консолей она встроена) некоторые игры для PlayStation 2 предоставляли возможность многопользовательской игры через интернет. Вместо унифицированного сервиса с системой оплаты по подписке, такого как Xbox Live, сервисы для многопользовательских игр PlayStation 2 предоставляются издателями. Большинство игр PlayStation 2 с функцией игры онлайн предполагают использование широкополосного доступа к сети Интернет.
Все новые (с 2003 года) онлайновые игры для PlayStation 2 защищены системой Dynamic Network Authentication System (аббр. DNAS). Назначение этой системы — предотвращение пиратства и читерства. DNAS не даёт возможности играть в онлайне, если копия игры идентифицирована как пиратская или модифицированная. Тем не менее, в последнее время появились способы обойти эту защиту путём модификации некоторых файлов игры.

## Аппаратные редакции
Конструкция PlayStation 2 сменила несколько редакций, некоторые из них чисто внутренние, другие имели и внешние проявления. Среди хакеров эти редакции известны под названиями V0, V1 и т. д. до V18 .

### Первоначальный дизайн
Три первых редакции PlayStation 2 (модели SCPH-10000, SCPH-15000 и SCPH-18000) продавались только в Японии и не имели порта расширения Dev9, который есть в текущих моделях PlayStation 2, вместо него стоял порт PCMCIA. Для этих моделей выпускался переходник PCMCIA в Dev9. SCPH-10000 и SCPH-15000 не имели встроенной программы-плеера для проигрывания DVD, вместо этого, зашифрованный плеер копировался в карту памяти с CD, входящего в комплект. V3 значительно отличался от предыдущих моделей своей внутренней структурой, в ней было несколько связанных между собой печатных плат. Начиная с V4 всё, кроме блока питания, было помещено на одну плату. В V5 были незначительные внутренние изменения. Единственным изменением в V6 (иногда её называют V5.1) было положение выводов, ведущих к кнопке включения/сброса — это было сделано для борьбы с использованием мод-чипов. V7 и V8 также были очень похожи. С версией V9 (SCPH-50000/SCPH-50001) сборка PlayStation 2 была перенесена в Китай, был добавлен инфракрасный порт для пульта дистанционного управления DVD, убран порт FireWire, добавлена возможность чтения DVD-RW- и +RW-дисков, добавлена прогрессивная развертка для DVD и поставлен менее шумный вентилятор. V10 и V11 имели небольшие изменения.
Стандартный цвет консоли PlayStation 2 — матово-чёрный. В разных количествах в различных регионах мира выпускались модели других цветов, включая ярко-белый, светло-жёлтый, синий металлик (аква), серебряный металлик, голубой, прозрачно-синий, прозрачно-чёрный, жемчужно-белый, розовый (сакура), золотой, серебряный, снежно-белый, ярко-красный и прозрачный цвет морской волны.

### Slim дизайн
В сентябре 2004 года Sony представила третью основную редакцию приставки (V12, модель SCPH-70000) — значительно меньшего размера, более тонкую, более тихую, чем старая версия. Кроме того, в новой модели появился встроенный Ethernet-порт. В некоторых регионах модель также имела встроенный модем. Из-за малого размера из новой модели был исключён слот расширения; тем самым, терялась совместимость с внутренним жёстким диском от предыдущей модели, но это не мешало припаять шлейф IDE на 70xxx к обвязке микросхемы CXD9731AGP/CXD9731GP. Блок питания из внутреннего стал внешним. В продажу эта редакция поступила в ноябре 2004 года.
Появление несовместимости с жёстким диском стало предметом критики, поскольку было несколько игр (таких как Final Fantasy XI), которые требовали наличия жёсткого диска; его наличия требовал также официальный пакет PS2 Linux. Расширение MultiTap для SCPH-70000 также претерпело изменения. В настоящее время Sony продаёт только новую модель MultiTap, что означает, что владельцы старых PlayStation 2, если они хотят играть вчетвером или ещё большей компанией — должны найти подержанный MultiTap или взять MultiTap другого производителя. Была возможность также приобрести переходники от сторонних производителей для подключения жёсткого диска, но возможность подключения к IDE была полностью убрана в редакции V14.
В 2006 году Sony выпустила редакцию V15 (модели SCPH-77001a и SCPH-77001b), впервые они поступили в продажу в Японии 15 сентября 2006 года, затем в Северной Америке и в других частях света.
С июля 2007 года Sony начала поставлять новую редакцию тонкой PlayStation 2 Slim — V16 (SCPH-79000) весом в 600 граммов (по сравнению с 900 граммов в модели SCPH-77001); вес блока питания был также уменьшен до 250 граммов (350 гр в предыдущей редакции). Следующая редакция V17 (SCPH-90000) была анонсирована к продаже в Японии с 22 ноября 2007 года, с пересмотренным внутренним дизайном, в который на этот раз включен блок питания, в результате чего общий вес консоли составил 720 граммов.

### PSX
Sony также выпустила потребительское устройство PSX, которое, помимо воспроизведения игр, предназначенных для PlayStation 2, имело функциональность цифрового видеорекордера. В комплект PSX входил пульт дистанционного управления, а контроллер (специальная версия DualShock 2) нужно было приобретать отдельно. Присутствовала возможность записи DVD-R и DVD-RW болванок и даже предоставлялась программа для нелинейного видеомонтажа из фрагментов видео и звука. В составе устройства присутствовал жёсткий диск с объёмом 160 ГБ (в более поздних версиях — 250 ГБ).
Устройство поступило в продажу в Японии 13 декабря 2003 года. Из первоначального дизайна было убрано несколько важных функций, в результате чего объёмы продаж оказались очень небольшими, несмотря на значительное снижение цены.
PSX представляет собой полнофункциональный цифровой видеопроигрыватель с RF, S-video и композитными выходами. Он способен воспроизводить аналоговые УКВ и CATV, поставляется с пультом дистанционного управления. Прошивка консоли имеет встроенное программное обеспечение для редактирования видео, фото и аудио.
PSX поддерживает игры от PlayStation и PlayStation 2. Совместимость с PlayStation 2 программно-аппаратная, устройство обладает тем же Emotion Engine, Graphics Synthesizer, процессором ввода-вывода. Поддерживает онлайн-игры PlayStation 2, используя внутренний широкополосный адаптер. Игры, требующие наличия жёсткого диска в PlayStation 2 (например, Final Fantasy XI), также поддерживаются. Стандартный пакет поставки PSX не включает в себя контроллер DualShock 2, он приобретается отдельно и имеет специальный, керамический белый окрас. На самой консоли имеется два порта для геймпадов и слоты для карт памяти.
PSX также известна представлением графического интерфейса от Sony, XMB, используемого позднее на PlayStation Portable, PlayStation 3, всех моделях телевизоров BRAVIA и других устройств от компании Sony, произведённых позднее 2008 года.
Первыми моделями PSX стали DESR-5000 и DESR-7000 с жёсткими дисками 160 и 250 Гб соответственно. Позже в 2004 появились усовершенствованные версии DESR-5100 и DESR-7100 с улучшенной вибрацией геймпадов, также была расширена функциональность видеоредактора. В DESR-5500 появилась поддержка подключения VHF/UHF, а в DESR-7500 вдобавок к этому — спутникового телевидения. Последние ревизии PSX DESR-5700/7700 стали поддерживать подключение PlayStation Portable для передачи аудио и видео контента через USB-соединение.

## Аксессуары
Отдельно от приставки продаются дополнительные аксессуары:
- контроллеры DualShock и DualShock 2
- беспроводные контроллеры DualShock 2
- пульт дистанционного управления для просмотра DVD
- карты памяти PlayStation (только для сохранения из старых игр) и PlayStation 2 (только для сохранения из игр для PlayStation 2)
- световые пистолеты (GunCon) — поддерживаются примерно в 12-ти играх, в том числе в серии игр Time Crisis
- Multitap для PlayStation и PlayStation 2 — увеличивает количество портов, доступных для подключения игровых контроллеров.
- видеокабели: Композитный, S-Video, SCART RGB, Y-Pb-Pr, Component (RGB/RGB VGA только для игр с прогрессивной развёрткой и для PS2 Linux. В любом из не-ТВ-способов подключение производится по 3 каналам, монитор должен поддерживать режим Sync on Green для подключения к приставке.)
- USB-камера EyeToy
- микрофон для серии игр Karaoke Revolution и двойные микрофоны для игр SingStar
- контроллер-электрогитара для игр Guitar Hero и Guitar Freaks
- танцевальная платформа для серии игр Dance Dance Revolution
- имитатор пульта диджея для серии игр Beatmania IIDX
- контроллер для серии игр Pop'n Music
- барабанная установка для серии игр Drummania
- беспроводной контроллер в форме катаны (самурайского меча), метровой длины, с ножнами и подставкой — для игры Onimusha 3: Demon Siege
- контроллер в форме цепной пилы для игры Resident Evil 4
- жёсткий диск (только для Fat-версий приставки)[14]
- модем
- сетевая карта
- радио-модулятор и UHF-антенна[источник не указан 5108 дней]
- USB-клавиатура
- USB-мышь; в отличие от PlayStation, для которой нужно было приобретать специальную мышь, PS2 работает с любой ПК-совместимой мышью с разъёмом USB
- наушники

В продаже имеется множество аксессуаров от сторонних производителей — Logitech, Genius, Joytech и другие. В частности, предлагаются вариации игровых контроллеров (в том числе беспроводные), рули + педали для автосимуляторов, пульты дистанционного управления и многое другое.
Ранние версии приставки могли быть связаны друг с другом через порт iLink (FireWire), но эта возможность была слабо поддержана производителями игр, и в новых моделях PlayStation 2 порт был убран.

## Любительская разработка
На PlayStation 2 с помощью самостоятельно скомпилированных программ возможно проигрывать аудио- и видеофайлы различных форматов. Также для PS2 разрабатывались пользовательские эмуляторы старых платформ..
Sony выпускала дистрибутив Linux for PlayStation 2 в составе специального издания PS2, включавшего клавиатуру, мышку, сетевой адаптер и жёсткий диск. В Европе и Австралии PS2 поставлялся вместе с бесплатным интерпретатором Yabasic, позволявший пользователям создавать простые программы. Также существовал проект по портированию NetBSD и альтернативный дистрибутив Linux на базе Debian — BlackRhino GNU/Linux.

## Технические характеристики
- Процессор: 64-разрядный «Emotion Engine» на тактовой частоте 294.912 МГц (в поздних версиях 299 МГц), 10,5 млн транзисторов
  - Память: 32 МБ ОЗУ RDRAM производства компании Rambus с пропускной способностью 3,2 Гб/с
  - Основной процессор: 64-разрядное ядро ЦП MIPS R5900
  - Сопроцессор для обработки чисел с плавающей запятой
  - Векторные модули: VU0 и VU1, 128-разрядные на частоте 150 МГц. VU0 обычно используется для трансформации полигонов, физики и других вещей, имеющих отношение к геймплею. VU1 обычно используется для трансформации полигонов, освещения и других вычислений, связанных с визуализацией.
  - Производительность по операциям над числами с плавающей точкой: 6,2 гигафлопс
  - Производительность по геометрическим 3D-преобразованиям: 36 млн полигонов в секунду на один VU
  - Декодер сжатых изображений: MPEG-2
  - Кэш-память: для инструкций — 16 КБ, для данных — 8 КБ + 16 КБ
- Графический процессор «Graphics Synthesizer» на тактовой частоте 147 МГц
  - Разрешение изображения: переменное, от 256x224 до 1920х1080i (при подключении через компонент, однако сами игры не более 720x540i, или использовать GS Mode Selector, для выбора VGA, Full HD, и других разрешений)
  - Видеопамять: 4 МБ eDRAM[16] с пропускной способностью 48 ГБ/с. Помимо этого, 32 МБ из основной памяти может быть выделено под видеопамять.
  - Шина обмена с памятью: 2560-разрядная — 1024 на запись, 1024 на чтение, 512 на чтение/запись
  - Формат представления пиксела: RGB, альфа-канал, Z-буфер
- Процессор ввода-вывода — центральный процессор от PS1 на частоте 33,8 либо 36,8 МГц (в поздних slim версиях)
- Звук: 48-канальный звук с частотой дискретизации 44,1 либо 48 кГц
- Интерфейсы:
  - 2 порта для игровых контроллеров
  - 2 слота для карт памяти, используется технология шифрования MagicGate
  - 2 порта USB 1.1
  - IEEE-1394a для подключения внешних периферийных устройств (только на SCPH-10000 — 3900x)[17]
  - Инфракрасный порт для пульта дистанционного управления (SCPH-500xx и более поздние версии)[18]
  - Expansion Bay для 3.5" HDD и Network Adaptor (модели SCPH-300xx — 500xx)[19]
  - слот PC Card для Network Adaptor (PC Card) и внешнего жесткого диска (модели SCPH-10000, SCPH-15000, SCPH-18000)[20]
- DVD-привод
  - Поддерживаемые форматы: аудио-CD, PS1 CD-ROM, PS2 CD-ROM, PS2 DVD-ROM (4,7 ГБ), видео-DVD (4,7 ГБ), DVD-9 (8,5 ГБ). Последние модели также поддерживают DVD+RW и DVD-RW.

Размеры:
- первоначальная версия (V0 — V11) 301×78×182 мм; масса — около 2,2 кг.
- slim версия (V12 — V15) 230×28×152 мм; масса — около 900 г.
  - slim версия (V16) 230×28×152 мм; масса — около 600 г.
  - slim версия (V17) 230×28×152 мм; масса — около 720 г. (внутренний блок питания)

### Emotion Engine
Emotion Engine — центральный процессор PlayStation 2 — был разработан Toshiba и Sony, его массовое производство началось в 1999 году. Он стал первым коммерческим 64-битным процессором.
Emotion Engine построен на MIPS R5900, комбинации CPU и DSP.
Векторные процессорные регистры являются 128-битными, процессор произведён по 0,18 мкм технологии.
В тонких моделях PlayStation 2 Slim (7700x, 7900x и 9000x) используется новый чип, который объединяет в себе Emotion Engine и Graphics Synthesizer.

## Цены
| Северная Америка - US$299.99 (2000, стартовая цена) - US$199.99 (2002) - US$179.99 (2003) - US$149.99 (2004) - US$100.00 (2009) - US$99.99 (2012) | Япония - JP¥39,800 (2000, стартовая цена) - JP¥29,800 (2001) - JP¥19,800 (2003) - JP¥17,800 (2004) - JP¥16,000 (2010) | Россия - 12990 руб. (2003) - 4390 руб. (2007) - 4490 руб. (2012) - 2500 руб. (2017) |